# Thomas Cech
Thomas Cech (Chicago, 1947. december 8. –) amerikai kémikus. 1989-ben kémiai Nobel-díjjal tüntették ki, Sidney Altmannal megosztva, „az RNS katalitikus tulajdonságainak felfedezéséért”.

## Életrajz
Nagyapja, Josef, cipész volt, és 1913-ban vándorolt be az Amerikai Egyesült Államokba Csehországból. A többi nagyszülője szintén cseh származású első generációs amerikaiak voltak.
Thomas Cech Chicagóban született 1947. december 8-án, az Iowa állambeli Iowa City-ben nőtt fel. Középiskolás korában bekopogtatott az Iowai Egyetem geológiaprofesszoraihoz, és arra kérte őket, hogy beszélgessenek kristályszerkezetekről, meteoritokról és fosszíliákról. National Merit Scholar ösztöndíjjal Cech 1966-ban került a Grinnell College-ba. Ott Homérosz Odüsszeiáját, Dante Poklát, alkotmánytörténetet és kémiát tanult. Tanulmányai alatt feleségül vette szerves kémiai laborpartnerét, Carol Lynn Martinsont, és 1970-ben diplomázott.

## Fordítás
- Ez a szócikk részben vagy egészben  a   Thomas Cech című angol Wikipédia-szócikk ezen változatának fordításán alapul.  Az eredeti cikk szerkesztőit annak laptörténete sorolja fel. Ez a jelzés csupán a megfogalmazás eredetét és a szerzői jogokat jelzi, nem szolgál a cikkben szereplő információk forrásmegjelöléseként.